# Nachbetriebsphase
Der Begriff Nachbetriebsphase benennt die der Abschaltung eines Kernreaktors (oft allgemeiner als Kernkraftwerk bezeichnet) folgende Zeitspanne. Er bleibt während einiger Jahre unterkritisch, solange noch eine gewisse Menge Nachzerfallswärme entsteht. In dieser Zeit sind weiterhin Aktivitäten zur Kühlung und Sicherung gegen unbefugten Zutritt und Ähnliches notwendig.
Brennelemente sind im Kernreaktor besser geschützt (zum Beispiel gegen Flugzeugabstürze) als in einem Abklingbecken. Sie können erst nach einigen Jahren in besonderen Sicherheitsbehältern abtransportiert werden, davor erzeugen sie noch zu viel Wärme.
Im Rahmen des deutschen Atomausstiegs nach der Nuklearkatastrophe von Fukushima verhängte die Bundesregierung ein Atom-Moratorium. Dieses ordnete an, einige ältere deutsche Kernkraftwerke auszuschalten bzw. solche, die zu diesem Zeitpunkt ausgeschaltet waren, ausgeschaltet zu lassen. Acht Kernkraftwerke – die sieben ältesten sowie das KKW Krümmel – verloren am 6. August 2011 die Erlaubnis zum Leistungsbetrieb und gingen über in den Nachbetrieb.
Allgemein gelten vier Jahre nach dem „Abschalten“ eines Reaktors als Nachbetriebsphase; ihr schließt sich eine mit 15 Jahren angenommene Stilllegungsphase an.
Der Betreiber eines Kernkraftwerks kann nach der Stilllegung (auch: Dekommissionierung) den direkten Rückbau anstreben oder einen so genannten sicheren Einschluss für 30 Jahre vornehmen, um anschließend rückzubauen.